# Kreut (Schlehdorf)
Kreut ist ein Ortsteil der Gemeinde Schlehdorf im Landkreis Bad Tölz-Wolfratshausen. Es handelt sich um eine abgelegene Einöde. Eine Zufahrt für private Fahrzeuge ist nur über die Nachbargemeinde Großweil via der Kreutstraße, die sich zirka 2,5 km bergauf schlängelt, möglich.